# Ignacio Gutiérrez 4.ª Sección
Ignacio Gutiérrez 4.ª Sección es una localidad del municipio de Huimanguillo ubicado en la subregión de la Chontalpa del estado mexicano de Tabasco.

## Geografía
La localidad de Ignacio Gutiérrez 4.ª Sección se sitúa en las coordenadas geográficas 17°52′47″N 93°50′15″O / 17.879722, -93.837500, a una elevación de 9 metros sobre el nivel del mar.

## Demografía
Según el Conteo de Población y Vivienda 2020, efectuado por el Instituto Nacional de Estadística y Geografía, la localidad de Ignacio Gutiérrez 4.ª Sección tiene 191 habitantes, de los cuales 97 son del sexo masculino y 94 del sexo femenino. Su tasa de fecundidad es de 3.21 hijos por mujer y tiene 55 viviendas particulares habitadas.
| Gráfica de evolución demográfica de Ignacio Gutiérrez 4.ª Sección entre 1990 y 2020 |
|                                                                                     |
| INEGI.                                                                              |